# Birlibán
Birlibán je kniha spisovatele Eduarda Petišky o stejnojmenném chlapci. Je určena čtenářům předškolního a mladšího školního věku a je vhodná i pro předčítání čtenářům mladším. Titul vyšel poprvé v roce 1959 v SNDK s ilustracemi Václava Sivka a od té doby vyšel v mnoha vydáních v Česku i zahraničí (Německo, Bulharsko). Na námět knihy vznikl i několikadílný film České televize Birlibán (scénář Marie Kšajtová), který bývá pravidelně reprízován.
Příběh o Birlibánovi je vhodně zasazen do širších sociokulturních souvislostí, pomáhá tak k osobnostnímu a sociálnímu rozvoji dítěte, proto se využívá ve vzdělávacím kontextu a je řazen do osnov mnoha vzdělávacích projektů a programů. Na Birlibána navazuje jeho volné pokračování v podobě menší publikace od stejného autora pod názvem Birlibán jde do školy.
Úryvek z knihy
,,V Bonbonovicích se Birlibán zastavil uprostřed ulice a nevěděl, na co se dřív podívat. Každý dům byl postaven z něčeho jiného, ale žádný z cihel a žádný ze dřeva. Vedle domu z pravého pardubického perníku stál dům z mléčné čokolády, tamten byl celičký ze sladké pěny, z které se dělá pěnové cukroví, a tamhleten hrál všemi barvami jako kyselý bonbon. V oknech neměly domy sklo, ba ne, okna tu zasklívali velikými průhlednými bonbony. Tady se asi děti rády dívají z okna, myslel si Birlibán. Přitisknou nosík k oknu a jazykem mohou lízat od rána do večera, a okna neubude. Na ulici nikdo nebyl. U čokoládové zdi šplíchal malý vodotrysk." 